# Abothrium
Abothrium är ett släkte av plattmaskar. Abothrium ingår i familjen Amphicotylidae.
Släktet innehåller bara arten Abothrium gadi. Abothrium är enda släktet i familjen Amphicotylidae.